# Ramón Acín Fanlo
Ramón Acín Fanlo (Piedrafita de Jaca (Huesca), 1952), doctor en Filología Hispánica, es un escritor español, narrador y ensayista.

## Biografía
Doctor en Filología por la Universidad de Zaragoza. Catedrático de Lengua y Literatura Españolas (Enseñanza Secundaria y bachillerato). 
Es autor de una amplia obra que incluye el ensayo --Narrativa o consumo literario (1990), Los dedos de la mano (1992), En cuarentena. Literatura y mercado (1996), Aproximación a la narrativa de Javier Tomeo (2000),  La línea que come de tu mano (2000) y Cuando es larga la sombra (2009) --, la novela, el relato y la nouvelle --Manual de héroes (1989), La vida condenada (1994), Los que están al filo (1999), Extraños (2000), La Marea (2001), Cinco mujeres en la vida de un hombre (2004), Siempre quedará París (2005), Muerde el silencio (2007), Ya no estoy entre vosotros (2014), La noche antes de irse (2016), Hermanos de sangre (2008), Con el pie en el estribo (2010),Abrir la puerta (2013), Monte oscuro (2016),El tamaño del mundo (2017), "A lo largo de la vida (2019),"Los muertos que llevan los vivos" (2021)--, "Profanación" (2024); los dietarios --Aunque de nada sirva (1995) y Así me vio (1997)--, las antologías --Máscaras para un espacio (1990), Estrategias de la memoria (1990) y Palabra revelada (1996)--, la literatura infantil -- Secretos del tiempo escondido (2005), Terror en La Cartuja (2006), Misterio en el Collado (2008), El caso de la cofradía(2011), Cornelio, Pancho, Simón y yo" (2014) La carpeta azul (2022)--  y los libros de viajes ("Una andar que no cesa", 2020) o de corte etnográfico sobre Aragón, así como innumerables artículos sobre literatura española contemporánea, prólogos y conferencias. 
Fue coordinador del ciclo pedagógico Invitación a la lectura, en el que han participado muchísimos escritores: José Saramago, Javier Tomeo, Javier Marías, Arturo Pérez-Reverte, Günter Grass, Cees Nooteboom o Soledad Puértolas entre otros. 
También ha editado o prologado a autores como Jean Genet, Miguel Mihura, Javier Tomeo, Ignacio Martínez de Pisón o Robert Louis Stevenson.
Entre sus variadas labores de difusión de la literatura en Aragón, destaca la de haber dirigido varias revistas, coordinado ciclos literarios y programas culturales en diversos medios de comunicación e instituciones
Como editor literario, fue director de la colección «Albajoven» de Editorial Alba y codirector, junto a Javier Barreiro, de la revista de creación artística y literaria El bosque. Posteriormente, dirigió otras colecciones editoriales, como «Crónicas del Alba» para el Gobierno de Aragón, y «Las tres sorores», de la editorial Prames.
Es, asimismo, académico de número de la Real Academia de Nobles y Bellas Artes de San Luis .

## Obras de creación literaria y ensayo
- Narrativa o consumo literario (1990)
- Los dedos de la mano (1992)
- En cuarentena. Literatura y mercado (1996)
- Aproximación a la narrativa de Javier Tomeo (2000)
- La línea que come de tu mano (2000)
- Manual de héroes (1989)
- La vida condenada (1994)
- ¡Los que están al filo! (1999)
- Extraños (2000)
- La Marea (2001)
- Cinco mujeres en la vida de un hombre (2004)
- Siempre quedará París (2005)
- Aunque de nada sirva (1995)
- Así me vio (1997)
- Máscaras para un espacio (1990)
- Estrategias de la memoria (1990)
- Palabra revelada (1996)
- Secretos del tiempo escondido (2005)
- Terror en La Cartuja (2006)
- El caso de La Cofradía(2010)
- Hermanos de sangre (2007)
- Muerde el silencio (2007)
- Misterio en El Collado (2008)
- Cuando es larga la sombra (2009)
- Con el pie en el estribo (2010)
- Abrir la puerta (2013)
- Ya no estoy entre vosotros (2014)
- Monte Oscuro. Álbum de familia (2016)
- La noche antes de irse (2016)
- El tamaño del mundo (2017)
- A lo largo de la vida (2019)
- Un andar que no cesa (2020)
- Los muertos que llevan los vivos (2021)
- La carpeta azul (2022)
- Profanación  (2024).
- Las historias de la Historia (Viajes de papel)" (2025)